# Bulus (nom)
Bulus o, més rar, Bawlus és un nom masculí àrab cristià (àrab: بولس, Būlus o Bawlus, també escrit بولص, Būluṣ) que es correspon amb el català Pau, que l'àrab pren directament del llatí Paulus, o a través del grec Παῦλος. Si bé Bulus és la transcripció normativa en català del nom en àrab clàssic, també se'l pot trobar transcrit Boulos, Paulos...
En el cas concret de Pau l'Ermità, el seu nom en àrab és Bula (àrab: بولا, Būlā).
Vegeu aquí personatges i llocs que duen aquest nom.